# Algieria na Zimowych Igrzyskach Olimpijskich 2010

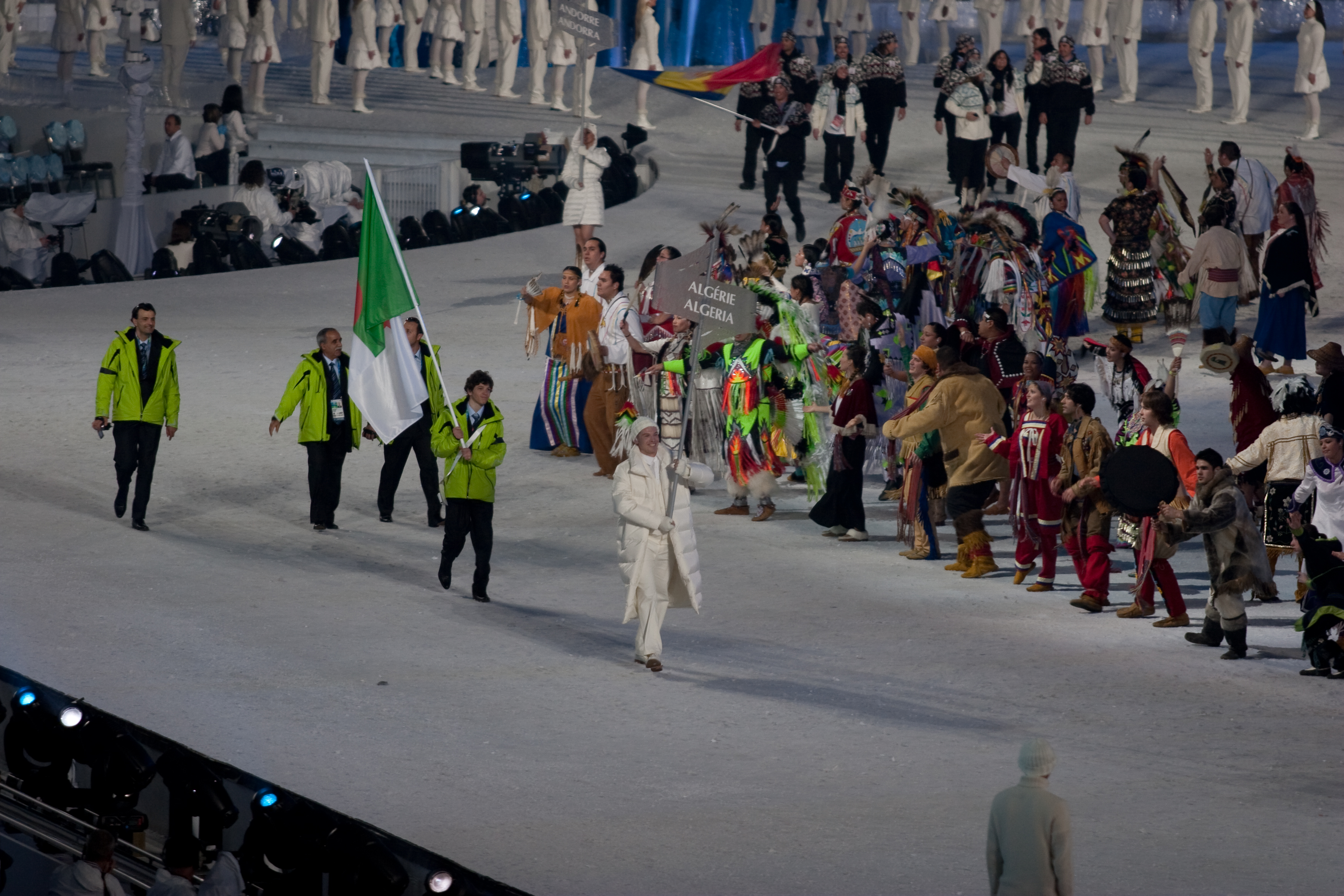
Reprezentacja Algierii podczas uroczystości otwarcia igrzysk

Algierię na Zimowych Igrzyskach Olimpijskich 2010 reprezentował jeden zawodnik, Mehdi-Selim Khelifi, który wystartował w jednej konkurencji biegów narciarskich, biegu indywidualnym na 15 km stylem dowolnym, w której zajął 84. miejsce. Były to pierwsze igrzyska olimpijskie tego zawodnika, który w momencie startu miał 17 lat. Khelifi był także chorążym reprezentacji Algierii podczas ceremonii otwarcia.

## Konkurencje

### Biegi narciarskie
Algierię w biegach narciarskich reprezentował jeden mężczyzna. Mehdi-Selim Khelifi wziął udział w jednej konkurencji, biegu indywidualnym stylem dowolnym na 15 km, w której zajął 84. miejsce wśród 95. sklasyfikowanych zawodników.

#### Mężczyźni
- Mehdi-Selim Khelifi[1]

| Wydarzenie                        | Zawodnik            | Kwalifikacje | Kwalifikacje | Ćwierćfinały | Ćwierćfinały | Półfinały | Półfinały | Finały  | Finały  |
| Wydarzenie                        | Zawodnik            | Czas         | Miejsce      | Czas         | Miejsce      | Czas      | Miejsce   | Czas    | Miejsce |
| --------------------------------- | ------------------- | ------------ | ------------ | ------------ | ------------ | --------- | --------- | ------- | ------- |
| Bieg indywidualny stylem dowolnym | Mehdi-Selim Khelifi | —            | —            | —            | —            | —         | —         | 41:38,5 | 84.     |